# Maimi Yajima
Maimi Yajima (矢島舞美; Saitama; 7 de fevereiro de 1992), é uma cantora e atriz japonesa. É popularmente conhecida por ter sido integrante do grupo feminino japonês Cute, formado através do programa Hello! Project.

## Carreira
Maimi Yajima entrou para o Hello! Project em 2002 como uma das quinze garotas selecionadas através da audição do Hello! Project Kids após se apresentar com a canção Momoiro Kataomoi, originalmente lançada pela cantora Aya Matsura. Ela realizou sua estreia como atriz no mesmo ano ao assumir um dos papéis principais do filme Koinu Dan no Monogatari, se tornando uma antagonista. No ano seguinte, estreou como integrante do grupo ZYX, onde realizou dois lançamentos de singles como integrante oficial do grupo.
Em 2004, foi revelado que Maimi iria estrear como integrante original do grupo Berryz Kobo, mas foi cortada do antes de sua estreia oficial. Em 2005, Maimi foi confirmada como integrante do grupo Cute ao lado de outras sete integrantes. Apesar de não ser a mais velha do grupo, Maimi assinoua liderança do grupo. Elas realizaram sua estreia oticial em fevereiro de 2007 com o lançamento de um single. Ela também se tornou capitã do fime de futsal Littles Gatas, sendo considerada uma das mais rapidas de todas as corredoras do Hello! Project, muotas vezes chegando em primeiro lugar nos eventos de esportes anuais do Japão.
Além de líder do C-ute, Yajima é também o sub-capitã da Littles Gatas, a Hello! Project Kids na equipe de futsal. Ela é também considerada uma das mais rápidas de todas as corredoras da Hello! Project, muitas vezes chegando primeiro nos eventos em execução nos festivais anuais de esportes e anúncio em execução como um de seus hobbies.
Ela atualmente é co-apresentador a do programa semanal de rádio Cutie Party onde representa o grupo Cute. Ela assumiu o papel após a saída de Megumi Murakami do grupo.
Em 2008, Maimi foi selecionado para estrear como integrante do novo grupo, High King. Ela apareceu o filme Fuyu no Kaidan (Winter Ghost Story) que estreou em 23 de maio de 2009 no Japão.

## Biografia
Miami Yajima nasceu no dia 7 de fevereiro de 1992 em Saitama, Japão. Ela possui uma prima mais nova chamada Akari Takeuchi, que é integrante do grupo ANGERME. Ela foi apelidada de Rain Girl (Garota da Chuva) pelos fãs e outras integrantes do Cute pois afirmam que ela é a única que faz chover com tanta frequência em dias importantes, tais como em concertos e eventos ao qual o grupo participa.

## Discografia

### Solos
| Número | Título | Data de lançamento     | Melhor posição nas paradas | Gravadora                        |
| Número | Título | Data de lançamento     | Oricon Weekly DVD Chart    | Gravadora                        |
| ------ | --- | ---------------------- | -------------------------- | -------------------------------- |
| 1      | 17's (Seventeen's) (17's-SEVENTEEN'S-) | 29 de abril de 2009    | 35                         | Zetima                           |
| –      | UTB Wani Books Online Store Gentei Tokuten "Yajima Maimi Making DVD" (UTB ワニブックス オンラインストア限定特典 「矢島舞美 メイキングDVD」) | 21 de junho de 2009    | —                          | Wani Books                       |
| 2      | Yajima Maimi Fix no E (矢島舞美 Fixの絵) | 23 de junho de 2010    | 80                         | Zetima                           |
| 3      | Yajima Maimi DVD "Umikaze" (矢島舞美DVD「海風」 , "Yajima Maimi DVD "Sea Breeze"")                                                          | 27 de março de 2011    | —                          | Up Front Works (e-Hello! series) |
| 4      | A Foggy Doll (a foggy doll) | August 29, 2011        | —                          | Up Front Works (e-Hello! series) |
| 5      | A Rainy Day (a rainy day) | 29 de setembro de 2011 | —                          | Up Front Works (e-Hello! series) |
| 6      | Imagine Classic (Imagine classic) | 11 de novembro de 2011 | —                          | Up Front Works (e-Hello! series) |
| –      | Yajima Maimi Shashinshū "Tabioto" Making DVD (矢島舞美写真集「タビオト」メイキングDVD)                                                      | 31 de janeiro de 2012  | —                          | Up Front Works (e-Hello! series) |
| 7      | Chelsie | 19 de dezembro de 2012 | 141                        | Zetima                           |
|        | Maimiuseum Special DVD (マイミュージアム スペシャルDVD)                                                                                     | 5 de junho de 2013     | —                          | Up Front Works (e-Hello! series) |
|        | Blue Wind | 9 de abril de 2014     | 47                         | Zetima                           |

### Colaborações
| Ano  | Artista                                                               | Título                                                         | Data de lançamento    | Melhor posição nas paradas |
| Ano  | Artista                                                               | Título                                                         | Data de lançamento    | Oricon Weekly Single Chart |
| ---- | --------------------------------------------------------------------- | -------------------------------------------------------------- | --------------------- | -------------------------- |
| 2008 | Abe Natsumi & Yajima Maimi (Cute) (安倍なつみ＆矢島舞美（℃－ｕｔｅ）) | "16sai no Koi Nante" (16歳の恋なんて , Jūrokusai no Koi Nante) | 16 de janeiro de 2008 | 9                          |

### Photobooks
| Número | Título                                                       | Data de lançamento     | Publicado  | ISBN                   | Notas              |
| ------ | ------------------------------------------------------------ | ---------------------- | ---------- | ---------------------- | ------------------ |
| 1      | Maimi (舞美)                                                 | 25 de abril de 2007    | Wani Books | ISBN 978-4-8470-4003-0 | 1st solo photobook |
| 2      | Sō Sora (爽・空 （そうそら）, "Clear•Sky")                   | 27 de janeiro de 2008  | Wani Books | ISBN 978-4-8470-4065-8 | 2nd solo photobook |
| 3      | 17                                                           | 18 de abril de 2009    | Wani Books | ISBN 978-4-8470-4169-3 | 3rd solo photobook |
| 4      | Yajima Maimi Shashinkan 2008–2010 (矢島舞美写真館 2008-2010) | 5 de junho de 2010     | Wani Books | ISBN 978-4-8470-4285-0 |                    |
| 5      | Tabioto (タビオト)                                           | 27 de novembro de 2011 | Wani Books | ISBN 978-4-8470-4409-0 |                    |
| 6      | Hatachi (ハタチ)                                             | 27 de novembro de 2012 | Wani Books | ISBN 978-4-8470-4509-7 |                    |
| 7      | Maimiuseum (マイミュージアム)                                | 27 de maio de 2013     | Wani Books | ISBN 978-4-8470-4546-2 |                    |

## Filmografia

### Filmes
- Koinu Dan no Monogatari (仔犬ダンの物語, "Puppy Dan's Story")
- Fuyu no Kaidan: Boku to Watashi to Obāchan no Motogatari (冬の怪談〜ぼくとワタシとおばあちゃんの物語〜, "Winter Ghost Story: You, Me, and Grandma's Story") (2009)
- Ōsama Game (17 de dezembro de 2011)
- Zomvideo (ゾンビデオ) (29 de dezembro de 2012)

#### Videoclipes
- Black Angels (ブラック・エンジェルズ) (27 de abril de 2011, Geneon Universal Entertainment) como Reira
- Black Angels 2 (ブラック・エンジェルズ2〜黒木覚醒編〜) (4 de julho de 2012)
- Black Angels 3 (ブラック・エンジェルズ3〜黒木死闘編〜) (3 de agosto de 2012)

### Dramas
- Sūgaku Joshi Gakuen (11 de janeiro de 2012 — 28 de março de 2012)
- Mannequin Girls (マネキン・ガールズ) (2011)

### Televisão
- Chikyū Seibā: Yume no Gijutsu de Mirai o Sukue! (地球セイバー 夢の技術で未来を救え!, "Earth Saver: Save the Future with the Art of Dreams!") (3 de maio de2005)
- °C-ute Has Come #03 (2 de dezembro de 2006)
- °C-ute Has Come #04 (16 de dezembro de 2006)
- 58th NHK Kōhaku Uta Gassen (31 de dezembro de 2007)
- Ahoya nen! Sukiya nen! (あほやねん!すきやねん!) (NHK Osaka, 21 de abril se 2009)
- Bijo Hōdan (美女放談, "Beautiful Girls Chat Show") (26 de junho de 2009) — um talk show com as membros do Hello! Project
- Piramekiino G (ピラメキーノG, "Zakkuri Senshi Piramekid" corner)
- Bijo Gaku (美女学)
- Hello Pro! Time (ハロプロ！ＴＩＭＥ)
- Hello! Satoyama Life (ハロー！ＳＡＴＯＹＡＭＡライフ)

### Rádio
- Cutie Party (4 de novembro de 2006 – atualmente)
- °C-ute Maimi Yajima's I My Me Maimi~ (℃-ute矢島舞美のI My Me まいみ〜) (4 de julho de 2008 – atualmente FM Port)[9]

### Internet
- Hello! ga Ippai #01 (November 10, 2006)
- Hello! ga Ippai #02 (November 24, 2006)
- Hello! Pro Hour #02 (March 17, 2006)
- Michishige Sayumi no "Mobekimasutte Nani??" (道重さゆみの『モベキマスってなに？？』) (2011)
- Hagiwara Mai Desu ga... Nani ka? (2012)

### Teatro
- Cat's Eye (2012) como Hitomi Kisugi
- Hatagumi Vol.3 "Ran" (2010) como Ran[10]
- Hatagumi Vol.4 "Ran―2011New version!!" (2011) como Ran[11]
- Hatagumi Vol.5 "Taklamakan" (2013) como Kei[12]